# Nsala of Wala in the Nsongo District (Abir Concession)

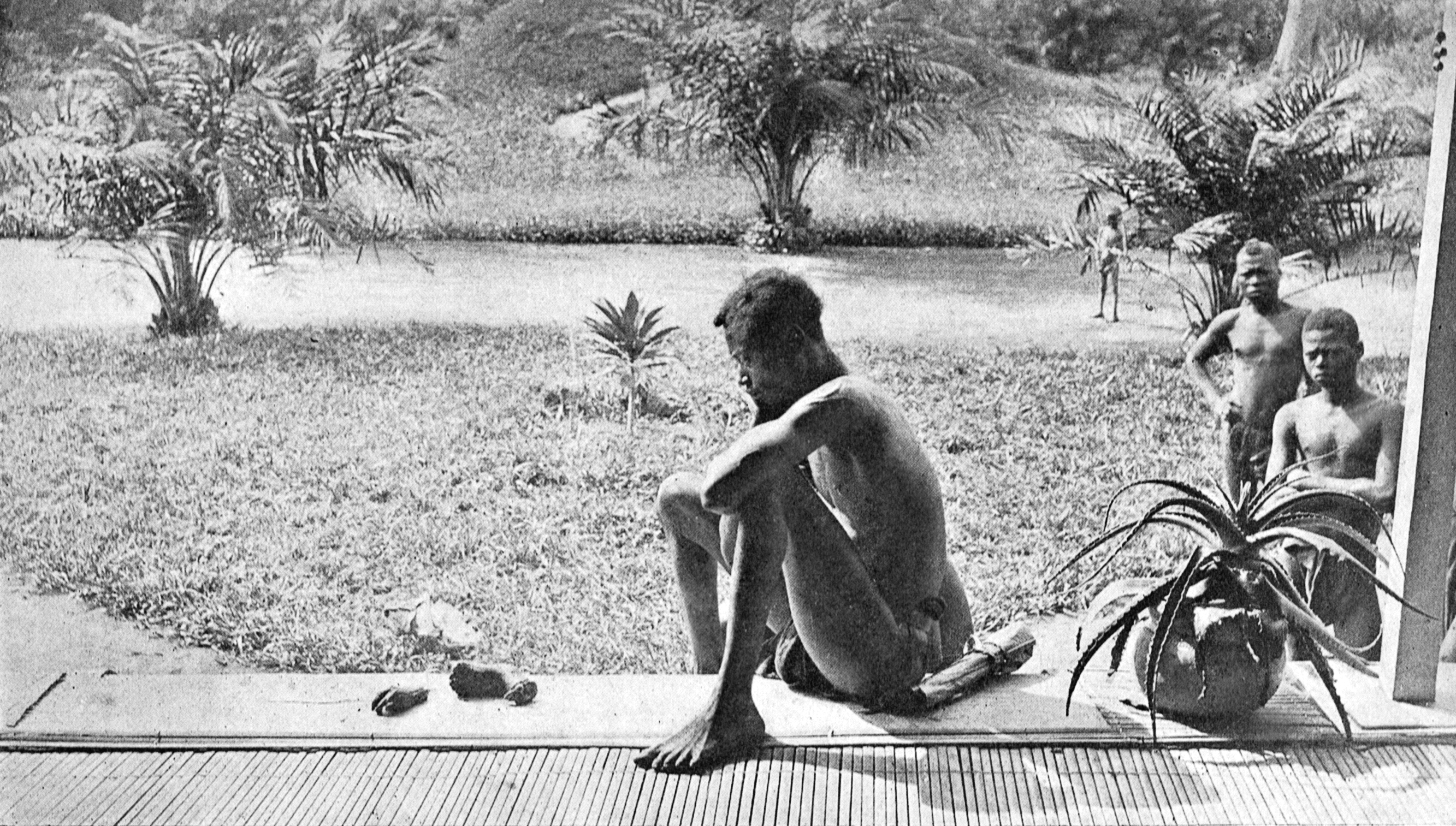
Das Bild, wie es in King Leopold’s Rule in Africa abgedruckt wurde.

Unter dem Titel Nsala of Wala in the Nsongo District (Abir Concession) (englisch für „Nsala aus Wala im Distrikt Nsongo (Abir-Konzessionsgebiet)“) erschien 1904 im Werk King Leopold’s Rule in Africa von Edmund Dene Morel ein Foto, das einen Kongolesen namens Nsala bei der Betrachtung eines abgetrennten Fußes und einer abgetrennten Hand seiner etwa fünfjährigen Tochter Boali zeigt. Aufgenommen hatte das Foto Alice Seeley Harris, die Frau eines Missionars, im Ort Baringa am 14. Mai 1904. Das Bild war Mittel des medialen Kampfes gegen die maßgeblich von der Kautschukausbeutung geprägte inhumane Situation im Kongo-Freistaat.
Es ist Teil der Harris Papers, einer Sammlung im Besitz von Anti-Slavery International.

## Beschreibung
Das Bild zeigt einen nur mit einem Lendenschurz bekleideten Mann in der Mitte des Bildes am Rand einer Veranda sitzend, von der Veranda aus fotografiert. Sein Blick ist vor sich, nach links unten im Bild, auf die abgetrennte Hand und den Fuß eines Kindes gerichtet, die auf der Veranda liegen. In der rechten Bildhälfte weiter hinten im Bild, vor der Veranda stehend, sind zwei weitere, ebenso bekleidete männliche Personen mit dem Blick zum Betrachter des Bildes gerichtet zu sehen. Eine vierte Person steht im Hintergrund des Bildes ebenfalls in der rechten Bildhälfte (das Bild wurde in verschiedenen Ausschnitten und teils spiegelverkehrt abgedruckt, die Lage- und Richtungsangaben beziehen sich auf den Abdruck bei Morel).

## Historischer Hintergrund

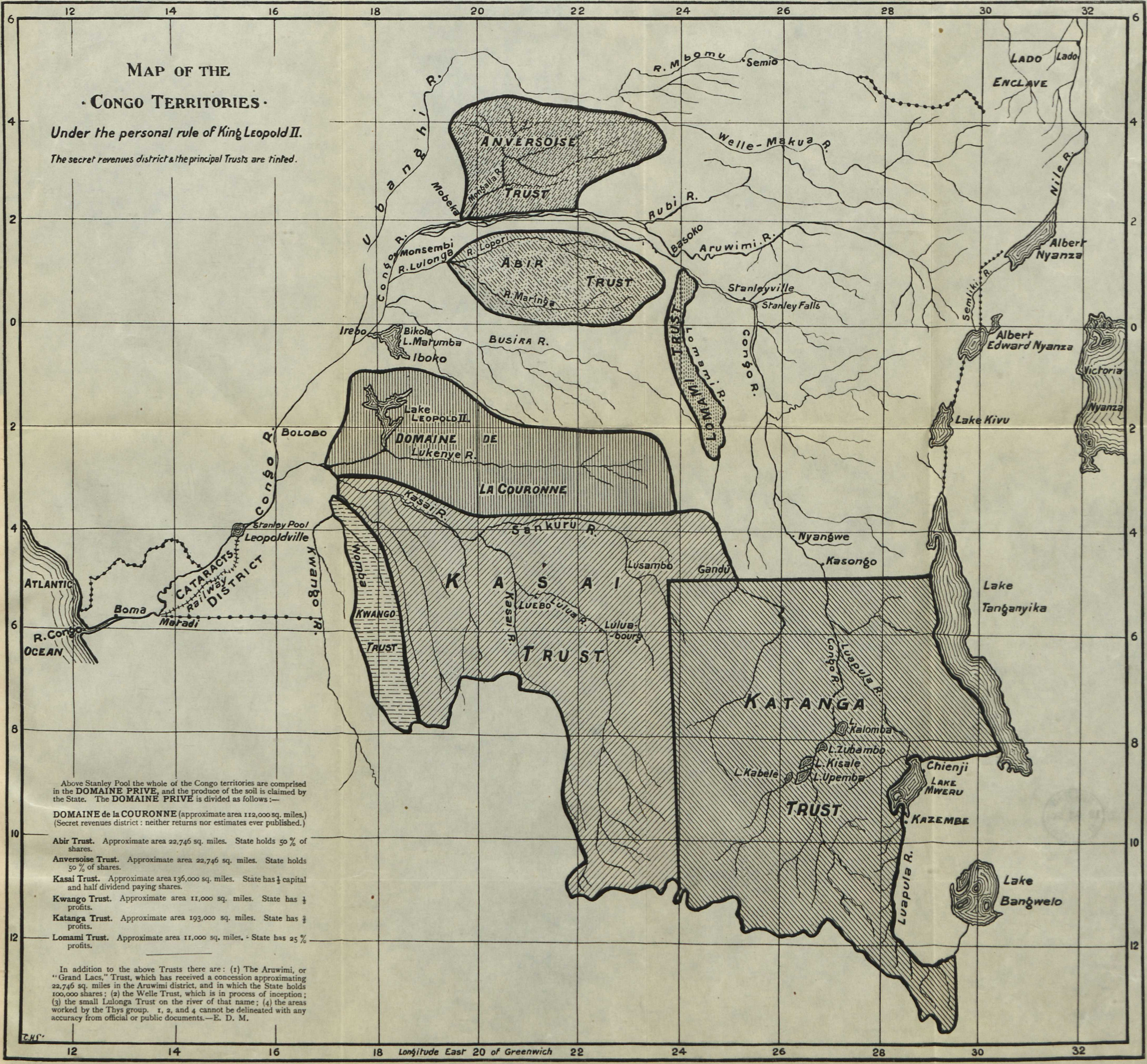
Karte des Kongo-Freistaates, erschienen 1904 – eingezeichnet sind die Konzessionsgebiete verschiedener Kautschukunternehmen, das Gebiet der ABIR-Konzession ist etwa in der Mitte der oberen Hälfte zu sehen.

1885 wurde als Ergebnis der Kongokonferenz der Kongo-Freistaat faktisch dem belgischen König Leopold II. als persönliches Eigentum zugesprochen. Die Bevölkerung wurde in der Zeit des Freistaats systematisch dazu gezwungen, Kautschuk zu ernten. Die Durchsetzung führte zu zahlreichen Misshandlungen und zahlreichen Todesopfern. Ausgangs des 19. Jahrhunderts kam es zu einer starken Nachfrage an Gummi, sodass diese Form der Ausbeutung für Leopold sehr lukrativ war; die Folgen wurden zunächst negiert oder auch verschwiegen.
Ausgehend von Einschätzungen von Zeugen und späteren Volkszählungen kommen sehr verschiedene Schätzungen über die Zahl der Todesopfer der Kolonialpolitik in der Zeit des Kongo-Freistaats zustande, die bei etwa 2,2 Millionen beginnen. Höhere Schätzungen bemessen einen Bevölkerungsrückgang von bis zu 21,5 Millionen. Adam Hochschild hielt 1998 eine Zahl von etwa 10 Millionen Todesopfern für realistisch.
Durchgesetzt wurden die Zwangsmaßnahmen wiederum durch die Force Publique, die Armee des Freistaats, und durch private Wachen der beteiligten Kautschukunternehmen, etwa der Anglo-Belgian India Rubber Company (ABIR). Eingesetzt wurden sowohl im Gebiet des Freistaats rekrutierte Kräfte als auch aus anderen afrikanischen Gebieten stammende.
Ab 1877 begannen im Gebiet des späteren Freistaats missionarische Aktivitäten mit den ersten baptistischen Missionaren aus Großbritannien. Später kamen unter anderem US-amerikanische und belgische Gruppen verschiedener Konfessionen hinzu. In der Selbstdarstellung Leopolds und von Missionaren diene der Kolonialismus im Kongo einer „Zivilisierung“ und werde maßgeblich durch die Bekehrung zum Christentum vorangetrieben. Hervorgehoben wurde dabei, dass damit eine Bekämpfung von Sklavenhandel, Kannibalismus und Polygamie verbunden sei.
Zu Beginn des 20. Jahrhunderts gelangten zunehmend Berichte über die Zustände im Kongo-Freistaat in das Bewusstsein der westlichen Weltöffentlichkeit, was zu öffentlicher Kritik an der Politik Leopolds führte. Als besonders einflussreich angesehen wird dabei die von Edmund Dene Morel mitgegründete Congo Reform Association. Auch Missionare bzw. Missionarsgesellschaften übten öffentliche Kritik und lieferten Berichte aus dem Kongo-Freistaat. Dabei spielte auch die Technik der Fotografie eine Rolle, die über Zeitungen und Zeitschriften sowie bei lantern shows auf die Öffentlichkeit wirkte, begünstigt durch die damals relativ neuen Möglichkeiten der Massenvervielfältigung von Fotos über Druckraster und die Entwicklung hin zu schnelleren, leichteren, kleineren und weniger teuren Kameras. Durch Lobby- und Öffentlichkeitsarbeit und die Einsetzung einer Untersuchungskommission durch Leopold wurde versucht, der Kritik entgegenzuwirken. 1908 verkaufte Leopold den Kongo-Freistaat an den belgischen Staat.

Posten der ABIR im Lopori-Maringa-Becken

Die ABIR verfügte über eine Konzession, im Gebiet des Lopori-Maringa-Beckens sämtliche Rohstoffe des Waldes auszubeuten. Baringa, der Aufnahmeort des Fotos, liegt am Maringa, südöstlich der Stadt Basankusu, wo Maringa und Lopori zusammenfließen und ABIR seit 1893 seinen Sitz hatte. Seit einer Neustrukturierung des Unternehmens 1898 gehörte ABIR zur Hälfte dem Kongo-Freistaat, weitere größere Anteilseigner waren ein belgischer Bankier und die Société Anversoise, ein weiteres Kautschukunternehmen im Kongo. Der Kautschuk wurde in der Region der ABIR als Saft bestimmter Ranken gewonnen, meist der Unterart landolphia owariensis gentilii. Durch wiederholtes Anschneiden zu diesem Zwecke trockneten die Ranken aus und starben mitunter. Ebenso starben die Kautschukranken, wenn sie zum Anzapfen ganz durchtrennt wurden. Im Jahr 1904, dem Jahr der Aufnahme des Fotos, wurde berichtet, dass der Kautschuk in Umkreisen von 50 Meilen um die meisten Posten der ABIR nahezu vollständig erschöpft sei; die Menge durch ABIR exportierten Kautschuks fiel vom Jahr 1903 aufs Jahr 1904 um etwa die Hälfte.
Vor dem Beginn der Kautschuk-Ausbeutung betrieb ein Großteil der Bewohner des Lopori-Maringa-Beckens Ackerbau, daneben gab es auch Fischer und Jäger. Schon vor der Zeit des Kongo-Freistaats hatte es durch das neunzehnte Jahrhundert hinweg in der Region kriegerische Auseinandersetzungen gegeben, die mit Versklavungen einhergingen. In den 1880ern wurde sie wiederholt von Händlern aus Irebu überfallen, um sich Sklaven und Elfenbein zu beschaffen.
Die ABIR verfügte über das Gebiet verteilt über jeweils für eine Region zuständige Posten, für die je ein oder zwei europäische Mitarbeiter verantwortlich waren, die Provisionen auf den abgelieferten Kautschuk erhielten und denen bei Nichterfüllung einer Quote das Gehalt gekürzt wurde. Ausgehend von der Zahl der Männer eines Dorfes erlegten die Posten wiederum den einzelnen Dörfern Kautschukquoten auf, für deren Eintreibung die Wachen der ABIR zuständig waren. Bei Unterschreitung der Quoten drohten ihnen Gehaltskürzungen, Entlassungen, Inhaftierungen oder Auspeitschungen. Während ein kleinerer Teil der Wachen („post sentries“) mit vergleichsweise modernen Albini-Braendlin-Gewehren ausgestattet war, nutzten die in den Dörfern stationierten Wachen („village sentries“) Vorderlader. Von den Wachen wurde teils verlangt, zum Nachweis ihrer Arbeit für jede verwendete Patrone eine rechte Hand vorzuweisen. Die ABIR konnte auf die Unterstützung durch die staatliche Armee zurückgreifen, welche im Falle starken Widerstands in der Bevölkerung in Basankusu stationierte Truppen zur Niederschlagung entsandte, und wurde auch logistisch und mit Waffenlizenzen unterstützt.
Die zum Sammeln gezwungenen Männer erhielten eine Bezahlung für den Kautschuk. Das Unternehmen verfügte über Gefängnisse, in denen Männer, die ihre Quoten nicht erfüllten, festgesetzt und zu Arbeiten gezwungen wurden. Stattdessen wurden oft Ehefrauen oder andere nahe Angehörige als Geiseln festgesetzt, was den Vorteil hatte, dass der betroffene Mann weiter Kautschuk sammeln konnte. Erfüllten Dörfer ihre Quote nicht, wurden oft jeweilige chiefs als Geiseln genommen.
Das Dorf Wala zählte zu Nsongo Mboyo, einer Gruppe von Dörfern im Konzessionsgebiet der ABIR, heute groupement, welches laut Daten des staatlichen Réferentiel Geographique Commun (RGC) östlich Baringas nördlich des Maringa liegt. 1903 wurden über 1000 der Menschen aus Nsongo Mboyo, die versucht hatten, aus dem Konzessionsgebiet zu fliehen, in das Arbeitslager von Lireko verbracht. Im Mai 1904 schließlich sollen allein in Wala 83 Menschen durch die ABIR-Wachen ermordet worden sein.

## Einschätzung der Missionare von Baringa zur lokalen Situation
Gegenüber der 1904 von Leopold eingesetzten Untersuchungskommission zu Verbrechen im Kongo sagte John Harris, der Ehemann Alice Harris’, aus: “[…] so far as we are aware, no single sentry had ever been punished by the State till 1904 for the many murders committed in this district” (deutsch: „[…] so weit es uns bewusst ist, wurde keine einzige Wache [der ABIR] bis 1904 jemals vom Staat verurteilt für die vielen Morde, die in diesem Distrikt begangen wurden“). Edgar Stannard, medizinisch tätiger Missionar in Baringa, berichtete der Kommission, dass die ABIR-Wachen zur Niederschlagung von Unruhen in Nsongo Albini-Gewehre verwendet hätten, die zu führen ihnen gesetzlich verboten gewesen sei. Harris und Stannard berichteten auch von ABIR-Verwaltern, die Wachen auspeitschen ließen, wenn sie nicht genug Menschen getötet hatten. Laut Aussage John Harris’ von 1905 waren die Wachen im Distrikt Nsongo bekannt für Kannibalismus. Edgar Stannard gibt Aussagen von Bewohnern Nsongos wieder, dass ursprünglich aus dem Gebiet stammende Wachen eingesetzt worden seien, die jedoch durch “the white man” (deutsch: „den Weißen“) ihrer Aufgabe enthoben und entwaffnet worden seien, da diese nicht “their own people” (deutsch: „ihre eigenen Leute“) töteten, woraufhin sie durch Wachen aus für Kannibalismus bekannten Gebieten ersetzt worden seien. Robert M. Burroughs sieht in Harris’ Charakterisierung von Wachen als “ignorant, uncivilized and to a large extent cannibal” (deutsch: „ungebildet, unzivilisiert und zu einem großen Teil kannibalisch“) ein Beispiel dafür, wie eine vergleichsweise fortschrittlich eingestellte Person unter bestimmten Umständen auf Idiome der Verteidiger des Freistaates zurückgreife, und problematisiert die Erzählungen der Missionare von Aussagen Einheimischer als Ausdruck des Standpunkts der Missionare vor dem Hintergrund ihrer Gegnerschaft gegenüber vielen Ausdrücken kultureller Autonomie.

## Erzählung der Missionare zum Zustandekommen des Bildes
Ereignisse, die den Hintergrund des Bildes darstellen, sind in Briefen der Harrises und Stannards beschrieben: Alice Harris schrieb am 15. Mai 1904 an Raoul Van Calcken, den Leiter des ABIR-Postens von Baringa. Die Missionare von Baringa John Harris und Edgar Stannard schrieben an den Gründer und damaligen Leiter der baptistischen Congo-Balolo Mission, die die Harrises bezahlte, und Mitgründer der Congo Reform Association Henry Grattan Guinness am 19. bzw. 21. Mai. Folgt man dem Brief Stannards, so ergibt sich folgender Ablauf der Ereignisse:
Am 14. Mai 1904, dem Tag der Aufnahme, war John Harris zu einem Treffen in Jikau verreist. Kurz nach acht Uhr am Morgen, als sich Alice Harris und Edgar Stannard beim Harris’schen Haus aufhielten, berichteten zwei Jungen bei der Mission, dass Wachen mehrere Menschen getötet hätten und zwei Männer unterwegs seien, die Hände als Beweise vorzeigen könnten. Die Jungen wurden gebeten, Harris und Stannard darauf hinzuweisen, wenn die Männer zurückkämen. Kurz darauf gelangten die Männer zu Harris und Stannard und wurden gebeten, die Hände vorzuzeigen. Sie zeigten eine Hand und einen Fuß vor, die nach Schätzung Stannards frisch waren und zu einem höchstens fünfjährigen Kind gehört haben könnten. Einer der beiden Männer, Nsala aus Wala, stellte sich als Vater der getöteten Boali vor, der die Gliedmaßen gehört hatten. Sie berichteten, dass am Vortag fünfzehn Wachen nach Wala gekommen seien, um Kautschuk einzutreiben, obwohl der Termin zur Ablieferung erst drei Tage später angesetzt gewesen sei. Zwei von ihnen hätten Albini-Gewehre getragen. Neben Boali seien Nsalas Frau Bonginganoa sowie ein Junge namens Esanga erschossen und anschließend zerlegt und gekocht worden. Drei weitere Personen hätten Schussverletzungen davongetragen, von denen eine, Eikitunga, auf ihrer Flucht in einen Fluss gefallen und ertrunken sei. Zudem hätten die Wachen zehn Gefangene genommen, davon neun Frauen, die nach Darstellung Stannards bestätigt von einem Richter namens Bosco aufgrund ihres Geschlechts gar nicht für das Sammeln von Kautschuk verantwortlich gewesen seien. Acht der Frauen seien gegen Bezahlung dann jedoch wieder freigelassen worden.
Nach eigener Aussage hatte Nsala Hand und Fuß seiner Tochter heimlich aufgegriffen, um sie als Beweismittel einsetzen zu können. Auf Nachfrage, ob er sie selbst abgeschnitten hätte, stritt er dies ab. Schließlich machte Alice Harris auf der Veranda des Hauses das Foto. Sie benutzte für ihre Fotos eine Trockenplattenkamera von Kodak. Edgar Stannard beschrieb Nsala als “dazed with grief” (deutsch: „benommen von Kummer“), “horror-stricken” (deutsch: „von Grauen getroffen“) und “sorrowing” (deutsch: „leidend“).
Der Historiker Kevin Grant vermutet, dass Alice Harris aufgrund der Geringfügigkeit ihrer Kenntnisse des in der Region verwendeten Lomongo bei den Gesprächen auf einen Dolmetscher zurückgriff.
Vor der Begegnung mit Harris und Stannard hatten die Männer bereits Raoul Van Calcken von der ABIR getroffen. Nachdem dieser von Harris und Stannard auf den Vorfall hingewiesen worden war, behauptete er entgegen der Aussage der beiden Männer aus Wala, die Hand und den Fuß nicht gezeigt bekommen zu haben. Zwei Tage später suchten Bompenju und Lofiko, Brüder Nsalas, die Mission auf, und bestätigten die Aussagen zu den Geschehnissen in Wala. Zu dieser Gelegenheit berichtete der für die Mission arbeitende Botondo, gesehen zu haben, wie Van Calcken Hand und Fuß gezeigt worden seien. Der Hausarbeiter Bokalo schilderte, dass die beiden Männer mit der Hand und dem Fuß vor der Begegnung mit Harris und Stannard, nach Aufforderung, die Gliedmaßen bei der Mission vorzuzeigen, Furcht zum Ausdruck brachten, da sie laut ihrer Aussage vom “rubber white man” (Kautschuk-Weißen) dazu aufgefordert worden seien, dies nicht zu tun. Harris und Stannard wurde auch erzählt, dass eine Person, deren Name in Morels Ausgabe des Stannard’schen Briefes gestrichen ist, Wachen dazu aufgefordert habe, einige Menschen zu töten. Nachdem er davon erfahren hatte, dass die britischen Missionare von Tötungen wussten, habe er die Wachen angewiesen, keine weiteren Menschen zu töten. Weitere Personen erzählten Stannard am darauffolgenden Tag, dass einige inhaftierte Frauen außerhalb des ABIR-Gefängnisses festgehalten worden seien, um zu verhindern, dass die britischen Missionare von der Festnahme von Frauen erführen.
Vom 24. bis zum 26. Mai besuchte Stannard Wala. Er erfuhr, dass einer der Verwundeten mittlerweile verstorben war, begutachtete den Leichnam und attestierte eine Schussverletzung. Auch beim verletzten chief Elisi, den er am nächsten Tag behandelte, stellte er fest, dass die Wunden von einer Kugel stammen mussten. Elisi schilderte, dass die Wachen aus Lifinda/Lifunda bei ihrer Ankunft zuerst einige Gefangene machten. Als er deren Anführer Lifumba unter Hinweis darauf, dass die Kautschuklieferung erst in drei Tagen fällig sei, nach dem Grund fragte, sei er von diesem mit einem Albini-Gewehr beschossen worden. Andere, unter anderem der chief Mpombo, erzählten, dass anschließend die Tötungen und Verspeisungen stattgefunden hätten, Boali sei dabei von Likilo, Bondingangoa von Mboyo und Esanga von Lomboto erschossen worden.
Die Wachen seien weiteren Berichten zufolge eine Nacht in Wala geblieben und am nächsten Morgen nach Lifinda zurückgekehrt. Auf dem Rückweg erneut unter Verweis auf den Liefertermin nach einer Begründung befragt, habe die Wache Bokumgu Isekolumbo angeschossen. Auf Bitte Stannards wurden ihm auch mutmaßliche Stücke von Knochen verspeister Menschen gezeigt: Ein Stück soll zum Unterarm Boalis gehört haben, ein weiteres zum Bein einer Frau namens Balengola.
Dem schriftlich um einen Besuch gebetenen Richter Bosco berichteten John Harris und Edgar Stannard laut Stannard am 4. Juni von den Ereignissen, Stannard unterzeichnete eine Erklärung über einige Aspekte.

## Weitere Fotografie fünf Tage darauf

Ein fünf Tage später von Alice Seely Harris aufgenommenes Bild. Zu sehen sind u. a. die Brüder Nsalas Bompenju und Lofiko, John Harris und Edgar Stannard mit abgetrennten Händen der Personen Lingomo und Bolengo.

Edgar Stannard berichtet in seiner Korrespondenz auch von einem weiteren Zeugnis der Brüder Nsalas und einer weiteren Fotografie: Nachdem John Harris am 19. Mai zurückgekehrt war, besuchten am folgenden Tag Bompenju und Lofiko mit einem dritten Mann erneut die Mission und berichteten von drei weiteren Getöteten. Einer sei gegessen worden, von den beiden anderen, Bolengo und Lingomo, zeigten sie Hände vor. Alice Harris machte ein Foto der drei Männer mit den Händen, John Harris’ und Edgar Stannards. John Harris wurde mit den Männern bei Van Calcken vorstellig. Alice Harris und Edgar Stannard unterhielten sich mit weiteren Bewohnern Walas, die erzählten, dass die Tötungen drei Tage zuvor stattgefunden hätten, es habe sich um eine Frau, einen Mann und einen Jungen gehandelt.

## Verwendung des Bildes

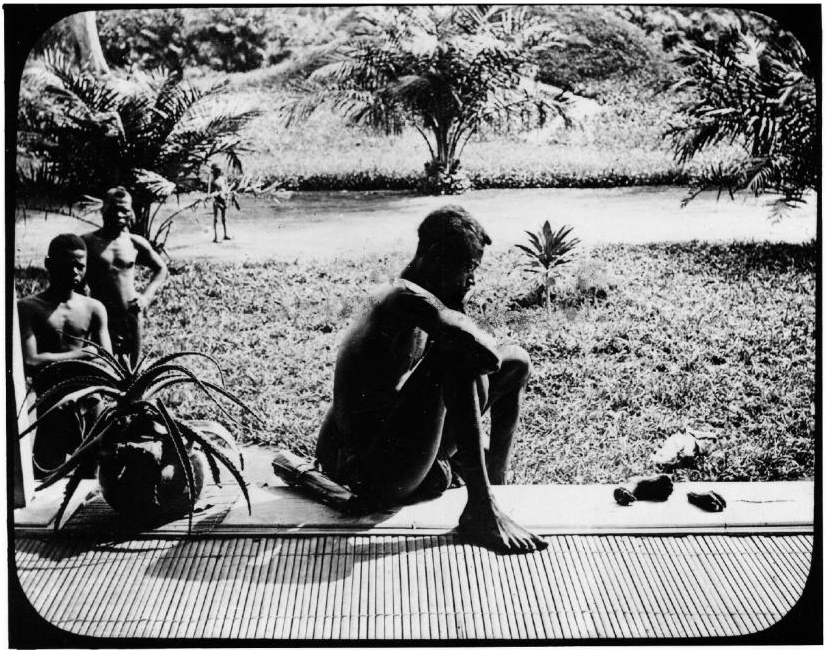
Ausschnitt des Bildes aus dem Bestand von Anti-Slavery International

In seinem Brief an Guinness, fünf Tage nach dem Bild datiert, schrieb John Harris über dieses:

“The photograph is most telling, and as a slide will rouse any audience to an outburst of rage, the expression on the father’s face the horror of the by-standers the mute appeal of the hand and foot will speak to the most skeptical.”

„Die Fotografie ist überaus vielsagend, und wird bei einer Diavorführung jedes Publikum in Rage versetzen; der Ausdruck auf dem Gesicht des Vaters, das Grauen der Beistehenden, die stumme Klage der Hand und des Fußes werden selbst den Skeptischsten ansprechen.“

Des Weiteren schrieb er, “[it] might be useful to the Government” (deutsch: „es könnte nützlich für die Regierung sein“).
Alice Harris schickte das Foto an den Marquess of Bath, einen Bekannten ihres Vaters. Britische Parlamentarier aus dem Bekanntenkreis des Vaters erhielten ebenfalls das Foto.
Das Bild erschien in Zeitungen und anderen Periodika. Nach ihrer Rückkehr nach Großbritannien im Juli 1905 präsentierten die Harrises ihre Dias sowohl in Europa als auch in Nordamerika, unter anderem in einer Zusammenstellung Lantern lecture on the Congo atrocities, welche das Bild unter dem Titel Nsala with his child’s hand and foot enthält. Laut Einschätzung T. Jack Thompsons von der theologischen Fakultät der University of Edinburgh lässt sich dagegen aufgrund des Verlustes der Dias nicht mehr feststellen, ob auch Guinness das Foto bei seinen Präsentationen verwendete.
Edmund Dene Morel nahm das Bild und im Anhang den sein Zustandekommen beschreibenden Brief Stannards an Guinness in sein Werk King Leopold’s Rule in Africa aus dem Jahr 1904 auf.

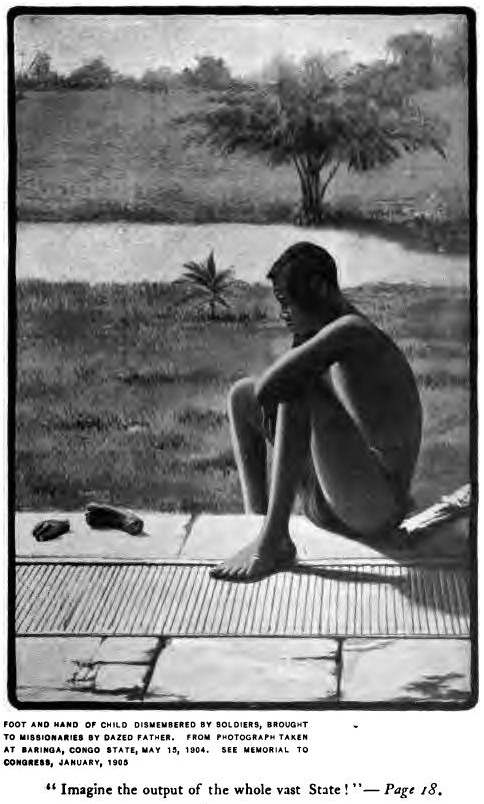
Der Ausschnitt des Bildes, wie er sich im 1905 erschienenen Werk König Leopolds Selbstgespräch fand.

In Mark Twains Werk König Leopolds Selbstgespräch (englisch King Leopold’s Soliloquy), einer ironisch aus der Perspektive Leopolds geschriebenen dem Freistaat gegenüber kritischen Streitschrift von 1905, wurde das Bild ebenfalls abgedruckt, mit der folgenden Bildunterschrift:

“Foot and hand of child dismembered by soldiers, brought to missionaries by dazed father. From photograph taken at Baringa, Congo State, May 15, 1904. See Memorial to Congress, January, 1905”

„Fuß und Hand eines von Soldaten zergliederten Kindes, von benommenem Vater zu Missionaren gebracht. Aus einer in Baringa, Kongo-Staat, aufgenommenen Fotografie, 15. Mai 1904. Siehe Memorial to Congress, Januar 1905“

Sie verweist damit auf ein Memorial to Congress, eine Ansprache an den US-Kongress vom Januar 1905. Das Bild illustriert auch das erfolgreiche Buch Schatten über dem Kongo (englisch King Leopold’s Ghost) des Journalisten Adam Hochschild aus dem Jahr 1998 über den Freistaat.
Im Oktober 1905 unterzeichnete Alice Harris eine Erklärung, dass sie ihre Bilder im guten Glauben der Authentizität geschossen habe, nachdem Fälschungsvorwürfe gegen von Missionaren geschaffene Bilder erhoben worden waren. Zeitgenossen kritisierten die Bilder auch als durch den Protestantismus der Harrises ideologisch motiviert.

## Moderne Einschätzungen des Bildes
Nach Einschätzung Robert M. Burroughs’ betont das Bild einen aktiven Einsatz des Opfers Nsalas als Zeuge anstelle einer Leistung der Fotografin. Laut T. Jack Thompsons grenzten sich die Bilder der Harrises von früheren Fotografien von Missionaren ab, deren Kernanliegen es gewesen sei, die “European civilisation” (deutsch: „europäische Zivilisation“) der “African savagery” (deutsch: „afrikanischen Wildheit“), das “Christian light” (deutsch: „christliche Licht“) der “heathen darkness” (deutsch: „heidnischen Finsternis“) entgegenzustellen.
Sharon Sliwinski von der Fakultät für Information und Medien der University of Western Ontario beschrieb das Bild als “formally posed, almost peaceful” (deutsch: „formal gestellt, nahezu friedlich“) und des Weiteren:

“Painful scrutiny is required to make out the items in front of Nsala. The object closest to him appears to be his daughter’s foot, lying on its side, severed end tipped towards the camera; the object furthest is Boali’s little hand, resting palm side down. These tiny body parts explode the peaceful composition of the image and illustrate an uncanny inversion of the typical representation of the injury: rather than picture a child with missing limbs, here Nsala poses with the remains of his missing child. Missing is not really the right word – Boali is more than simply absent from the scene – but perhaps there are no words which could appropriately describe the devastating affect of her nonexistent presence.”

„Schmerzhaft genaue Untersuchung ist notwendig, um die Objekte vor Nsala auszumachen. Das ihm nahestehendste Objekt scheint der Fuß seiner Tochter zu sein, auf der Seite liegend, das abgeschnittene Ende zur Kamera geneigt; das weitest entfernt liegende Objekt ist Boalis kleine Hand, mit der Handfläche nach unten ruhend. Diese kleinen Körperteile sprengen die friedliche Komposition des Bildes und illustrieren eine unheimliche Inversion der typischen Darstellung einer Verletzung: Statt ein Bild eines Kindes mit fehlenden Gliedmaßen darzustellen, posiert hier Nsala mit den Resten seines fehlenden Kindes. ‚Fehlend‘ ist nicht wirklich das richtige Wort – Boali ist mehr als einfach nur von der Szenerie abwesend – aber vielleicht gibt es keine Worte, die die verwüstende Wirkung ihrer nicht vorhandenen Anwesenheit angemessen beschreiben könnten.“

Wayne Morrison von der juristischen Fakultät der Queen Mary University beschrieb das Bild als “[o]ne of the most dramatic” (deutsch: „eines der dramatischsten“) der Bilder, die aus dem Freistaat ins Ausland gelangten. Robert M. Burroughs schätzte das Bild als Alice Harris’ “most famous photograph” (deutsch: „berühmteste Fotografie“) ein. T. Jack Thompson beschrieb das Bild als “haunting” (deutsch: „eindringlich, tief bewegend“).

### Zum Bild
- Edmund Dene Morel: King Leopold’s Rule in Africa. W. Heinemann, London 1904 (openlibrary.org).
  - Anhang:  Letter from Mr. E. Stannard. To Dr. Guinness. 21. Mai 1904, S. 446 (archive.org).
- Kevin Grant: Christian critics of empire: Missionaries, lantern lectures, and the Congo reform campaign in Britain. In: The Journal of Imperial and Commonwealth History. Band 29, Nr. 2. Taylor & Francis, 2001, S. 27–58, doi:10.1080/03086530108583118.
- Wayne Morrison: A reflected gaze of humanity. Cultural criminology and images of genocide. In: Keith J. Hayward, Mike Presdee (Hrsg.): Framing Crime. Cultural criminology and the image. Routledge, 2010, ISBN 978-0-203-88075-3, S. 200 (eingeschränkte Vorschau in der Google-Buchsuche).
- Sharon Sliwinski: The Childhood of Human Rights: The Kodak on the Congo. In: Journal of Visual Culture. Band 5, Nr. 3. SAGE Publications, 2006, S. 333–363, doi:10.1177/1470412906070514 (jkdweb.biz [PDF; 2,6 MB] mit einem Vorwort von Mark Sealy).
- T. Jack Thompson: Capturing the Image: African Missionary Photography as Enslavement and Liberation. 2007 (library.yale.edu [PDF; 2,2 MB]).
- Daniel Vangroenweghe: Rood rubber. Leopold II en zijn Kongo. Van Halewyck, Leuven 2010, ISBN 978-90-5617-973-1, S. 119–121.

### Weitere Quellen zu Hintergründen
- Robert M. Burroughs: Travel Writing and Atrocities. Eyewitness Accounts of Colonialism in the Congo, Angola, and the Putumayo. Routledge, New York 2011, ISBN 978-0-203-84916-3 (eingeschränkte Vorschau in der Google-Buchsuche).
- Congo Reform Association (Hrsg.): Evidence Laid Before The Congo Commission Of Inquiry At Bwembu, Bolobo, Lulanga, Baringa, Bongadanga, Ikau, Bonginda, and Monsembe. Together with a summary of events (and Documents connected therewith) on the A.B.I.R. Concession since the Commission visited the territory. 1905 (openlibrary.org).
- Robert Harms: The End of Red Rubber: A Reassessment. In: Journal of African History. Band 15, Nr. 1. Cambridge University Press, 1975, S. 73–88, JSTOR:181099.
- Robert Harms: The World Abir Made: The Maringa-Lopori Basin, 1885–1903. Nr. 12, 1983, S. 125–139, JSTOR:3601320.
- Robert Harms: King Leopold’s Bonds. The Financial Innovations that Created Modern Capital Markets. In: William N. Goetzmann, K. Geert Rouwenhorst (Hrsg.): The Origin of Value. Oxford University Press, 2005, ISBN 0-19-517571-9, S. 343–357 (eingeschränkte Vorschau in der Google-Buchsuche).
- Adam Hochschild: Schatten über dem Kongo. Die Geschichte eines großen, fast vergessenen Menschheitsverbrechen. 3. Auflage. Klett-Cotta, 2000, ISBN 3-608-91973-2 (Originaltitel: King Leopold’s Ghost – A Story of Greed, Terror, and Heroism in Colonial Africa.).
- T. Jack Thompson: Light on Darkness? Missionary Photography of Africa in the Nineteenth and Early Twentieth Centuries. Eerdmans Publishing Company, 2012, ISBN 978-0-8028-6524-3 (eingeschränkte Vorschau in der Google-Buchsuche).